# ديرة إسماعيل خان
ديرة إسماعيل خان (بالهندستانية: ڈیرہ اسماعیل خان) مدينة في باكستان في Dera Ismail Khan District ‏ ، وهي عاصمتها، بلغ عدد سكانها 109,686 نسمة وذلك حسب إحصائيات سنة 2017.

## أعلام
- جعفر خان